# Stephen Tataw
Stephen Tataw Eta (Yaoundé, 31 de março de 1963 — Yaoundé, 31 de julho de 2020) foi um futebolista camaronês que atuava como lateral-direito. 

## Carreira
Revelado pelo Cammack de Kumba, onde jogou entre 1984 e 1987, Tataw assinou com o Tonnerre Yaoundé, um dos principais clubes de seu país, em 1988, sendo campeão nacional em sua primeira temporada vestindo a camisa dos Alvinegros. Venceu também a Copa de Camarões em 1989 e 1991, ano em que deixou a equipe. Em outubro de 1990, teve um período de experiência no Queens Park Rangers, afirmando que tinha ficado "confuso", e no mês seguinte passou pelo Brighton & Hove Albion.
Contratado pelo Olympic Mvolyé em 1992, conquistou novamente a Copa de Camarões 2 vezes, no ano de estreia e também em 1994. Em 1995, Tataw tornou-se o primeiro jogador africano a defender um clube do Japão ao assinar com o Tosu Futures (atual Sagan Tosu), que disputava a segunda divisão nacional. A falência da rede de academias PJM (principal patrocinador do Tosu) e a renomeação da equipe fizeram o lateral não concordou com os termos de renovação de seu contrato e encerrou sua carreira em 1997.

## Seleção Camaronesa
Tataw, que integrava a Seleção Camaronesa desde 1986, foi o capitão da equipe durante a campanha histórica na Copa de 1990, realizada na Itália, quando os Leões Indomáveis chegaram às quartas-de-final e foram eliminados pela Inglaterra na prorrogação. Em 1988, foi campeão da Copa das Nações Africanas.
Em 1992, disputou novamente a Copa das Nações Africanas (Camarões ficou em quarto lugar), e dois anos depois atuou no também no Mundial dos Estados Unidos, porém o desempenho da seleção não foi o mesmo da Copa de 1990, caindo ainda na primeira fase, na goleada de 6 a 0 para a Rússia, que também foi eliminada na fase de grupos. Este foi o último dos 63 jogos disputados por Tataw pela Seleção Camaronesa, tendo feito 3 gols.
Em 2018, foi um dos 77 candidatos a assumir o comando técnico dos Leões Indomáveis.

## Morte
Tataw faleceu em 31 de julho de 2020, aos 57 anos, em Yaoundé, após uma doença prolongada. Sua última aparição oficial foi no sorteio dos grupos da Copa Africana, que foi adiada para 2022.

## Curiosidades
Em seu livro Football Against The Enemy, Simon Kuper descreveu um assalto sofrido por Tataw 2 dias antes da decisão da Copa nacional em 1992, quando o jogador foi retirado de seu carro e agredido por quatro homens armados. Ele se recuperou a tempo de jogar a partida contra o Diamant Yaoundé, sofrendo inclusive um pênalti que Bertin Ebwellé bateu e fez o gol da vitória do Tonnerre.

## Títulos
Tonnerre Yaoundé
- Campeonato Camaronês: 1988
- Copa de Camarões: 1989 e 1991

Olympic Mvolyé
- Copa de Camarões: 1992 e 1994

Seleção Camaronesa
- Copa das Nações Africanas: 1988